# Huse
Huse är ett naturreservat i Östersunds kommun i Jämtlands län.
Området är naturskyddat sedan 2017 och är 34 hektar stort. Reservatet ligger i en västsluttning och består av granskog, en del tallar och aspar med kärr i väster.